# Daniela Drtinová
Daniela Drtinová (* 1. července 1970 Olomouc) je česká televizní moderátorka, novinářka a vystudovaná právnička. V letech 1993–2014 působila v České televizi, kde moderovala Události, komentáře a Interview ČT24, které jistou dobu neslo název Interview Daniely Drtinové. Od roku 2014 patří k dvojici hlavních moderátorů internetové televize DVTV.

## Osobní život
V letech 1989–1993 vystudovala Právnickou fakultu Univerzity Karlovy v Praze (JUDr.). V roce 1997 ukončila postgraduální studium právní vědy (Ph.D.).
Profesní kariéru začínala v Tiskové agentuře Arteria. Od roku 1993 působila v České televizi v Redakci zpravodajství, kde moderovala a spoluvytvářela několik pořadů Zprávy, Debata nebo „21“, osm let byla také parlamentní zpravodajkou. Do srpna 2013 uváděla Interview ČT24 a také večerní zpravodajský pořad Události, komentáře. V srpnu 2013 vyvolalo mediální odezvu její odvolání z pořadu Události, komentáře. Po odchodu z tohoto pořadu přijala nabídku moderovat od 12. srpna téhož roku vlastní podvečerní pořad Interview Daniely Drtinové a v prohlášení uvedla: „… byla [jsem] ujištěna, že mám důvěru vedení a že půjde o pořad zaměřený na kritickou analýzu, pořad politicky zacílený.“ V březnu 2014 své působení v České televizi ukončila.
V květnu 2014 spolu s moderátorem Martinem Veselovským a editorem Janem Rozkošným založila internetovou televizi DVTV, která dodává videoobsah pro vydavatelství Economia pro jeho online deník Aktuálně.cz.
Od 1. května 2014 do 1. května 2017 byla předsedkyní a od 7. června 2017 do 15. prosince 2018 členkou správní rady Nadace Open Society Fund Praha.
Za svou novinářskou práci získala Cenu Karla Havlíčka Borovského (2001). Ke sklonku roku 2013 usvědčila v Interview ČT 24 Michala Haška, hejtmana Jihomoravského kraje a poslance za ČSSD, z veřejné politické lži. Za rok 2013 obdržela Novinářskou cenu za Interview s Michalem Haškem.
V červenci 2021 obdržela od Českého klubu skeptiků Sisyfos bronzový Bludný balvan v kategorii jednotlivců za rok 2020 „za excelentní ukázku špatné novinářské práce ve vleku vlastních kognitivních zkreslení,“ a to především v souvislosti s vybranými hosty s ezoterickou tematikou, s nimiž dle klubu skeptiků vedla rozhovory nevhodným a nekritickým způsobem.
Má dceru Natálii Čáslavovou (narozena 2002), s jejímž otcem se rozešla, když bylo dceři 3,5 roku.